# 烏川耕一
烏川 耕一（うかわ こういち、1973年1月24日 - ）は、日本のお笑いタレント、喜劇俳優。吉本新喜劇の座員。本名同じ。大阪府大阪市西成区出身。吉本興業所属。

## 人物・略歴
大阪府立今宮高等学校卒業。高校時代は、ラグビー部（ポジションはハーフ）で活動していたが、体重は標準に近い体であった。また、ラグビー部ではラッパーのSHINGO★西成とチームメイトであった。
NSC11期生。
NSC在籍中から、自家用車を所有していた。
特徴は尖った口元と173cm、90kgの巨体。
2011年2月に一般女性と結婚。
2013年1月に第1子となる長男が誕生。2015年9月に第2子の女児が誕生。
後述の「ひょっとこ」ネタをきっかけに、宮崎県日向市の橘ひょっとこ踊り保存会ならびに日向ひょっとこ夏祭り実行委員会から2012年10月に「てげてげ！ひょっとこ大使」に任命されている。
なるみ・岡村の過ぎるTVでは、料理を披露するほか、最新家電を忖度なしで長男と紹介するコーナーに出演中。料理は主に朝鮮料理を作るのが得意で世界一美味しいと豪語する店のキムチをメインとしたものを作るが、キムチの売ってる店は誰にも教えていないという。

## 芸歴
高校卒業後、NSC10期生のオーディションに間に合わず、遺跡の発掘を7カ月ほどしたのちスノーボードの試験に行くが、高度すぎてあきらめ、その後NSC11期生として入学。卒業後の1993年、吉本新喜劇に入団。
同期に陣内智則、ハリガネロック、中川家、ハリウッドザコシショウ、ケンドーコバヤシ、たむらけんじ、たいぞうがいる。

## ギャグ ・ キャラクター
- 主に内場座長公演やすっちー座長公演に登場する事が多い。
- 基本的にはツッコミ役に回ることが多いが、近年はボケ役に回ることも多く、まれに女装をして登場することがある。2012年から2018年までは次期座長候補となるリーダーを務めていた。
- その口元や体型から「しゃべりながら口笛吹くな」といじられることがある。
- 尖った口元を「ひょっとこ」「ちくわを咥えながら喋ってる」といじられる。
- 尖った口元をいじられた後、「(口元は)元々。先天性。」と返す。
- ひょっとことイジられた後、共演者に「まぁそんなひょこらんと（怒らんと）」、「ひょっとこいしょ（どっこいしょ）」、「ひょっと落ち着いてひょっとこーヒー（ホットコーヒー）でも」、「ひょっと来い！（ちょっと来い！）」など言われツッコむ。
- 金正日、金正恩、金正男に似ていることをネタにいじられる。(主に内場勝則が活用)

(共演者)「うわ、こんな有名な方が…あの、もしかしてお国の方大変なことになってはるんじゃないですか?」(「プライベート（またはお忍び）で来られてるんですか?」なども)
(烏川)「あの、すみません誰と間違えてはります?」
(共演者)「金正恩でしょ?」（いきなり「金正男さんでしょ？」とふる事も）
(烏川)「誰がやねん‼︎」（「誰が金正恩やねん!」「違いますけど!」とも）
(共演者)「手叩いてもらえますか?」
(拍手をする烏川)
(共演者)「金正恩やん‼︎」（共演者が「おぉー」と感心するなども）
(烏川)「違います。」
(共演者)「じゃあ御長男の方?」
(烏川)「それ正男(ジョンナム)や」
(共演者)「じゃあ何ナム?」
(烏川)「何ナムでもないねん」
(共演者)「ナムル?」
(烏川)「それは食べ物や」
(共演者)「いやでも知ってますよ、漢字で正しい男と書いて正男、まさおとこと書いて正男」
(烏川)「いや確かに漢字ではそう書きますけど、私正男でも正しい男でもないんです」
(共演者)「じゃあ何男?」
(烏川)「男じゃない!」（関西弁で「男ちゃうねん!」とも）
(共演者一同)「えー! （驚く）」
(烏川)「いやそういう意味じゃないです! わかるでしょ。こんなおばちゃんいてますか?」
(共演者)「おるおるおる」
- その大柄な体格からシュレック、カンナムスタイル、サンドウィッチマン、信楽焼のセンター分け、給食のおばさん、ジャイアン等といじられる。
- 川畑泰史、はじめと混同され、誰が誰だかわからなくなると言うギャグ。なお、内場勝則によれば、プライベートでもよく間違われるそうで、あろうことか座員である島田珠代や、吉本の社員にまで間違われてしまったことがあった。烏川が「アンパンマンの人ですよね?」と、はじめに間違えられた時に、横にいた内場に語った所によれば、本当にしょっちゅう間違われており、衣装さんやディレクターさんにもよく間違われるとのことである[5]。

川畑をおにぎり顔と評するが、自身の事はおむすび顔と評して、川畑から突っ込まれる。
- すち子からは、顔が四角い事を理由にトヨタのアルファード（または、ヴェルファイア）。酒井藍からは、さるかに合戦の臼といじられる。
- 烏川耕一子

酒井藍座長公演時に登場した女キャラクター
化粧が濃く、足が細いのが特徴

## 出演番組
- 『よしもと新喜劇』（毎日放送系列局）
- 『新喜劇ピュー』（YES FM）
- 『あらびき団』（TBS、2008年4月30日、中田はじめとともに「チーム力道山」として）
- 『伊藤史隆のラジオノオト「ムキムキ!!ノーサイド劇場」』（ABCラジオ、2018年1月12日）

## ドラマ
- ショコラ（2003年、毎日放送）
- 横山やすしフルスロットル（関西テレビ）
  - 航跡（2004年）
  - 阿波鳴門純愛物語（2005年）
- 新・いのちの現場から2 第7週放送分（2006年、毎日放送）
- おちょやん（2020年、NHK）